# Rousserolle à gros bec
Arundinax aedon
Genre
Espèce
Statut de conservation UICN

 LC  : Préoccupation mineure

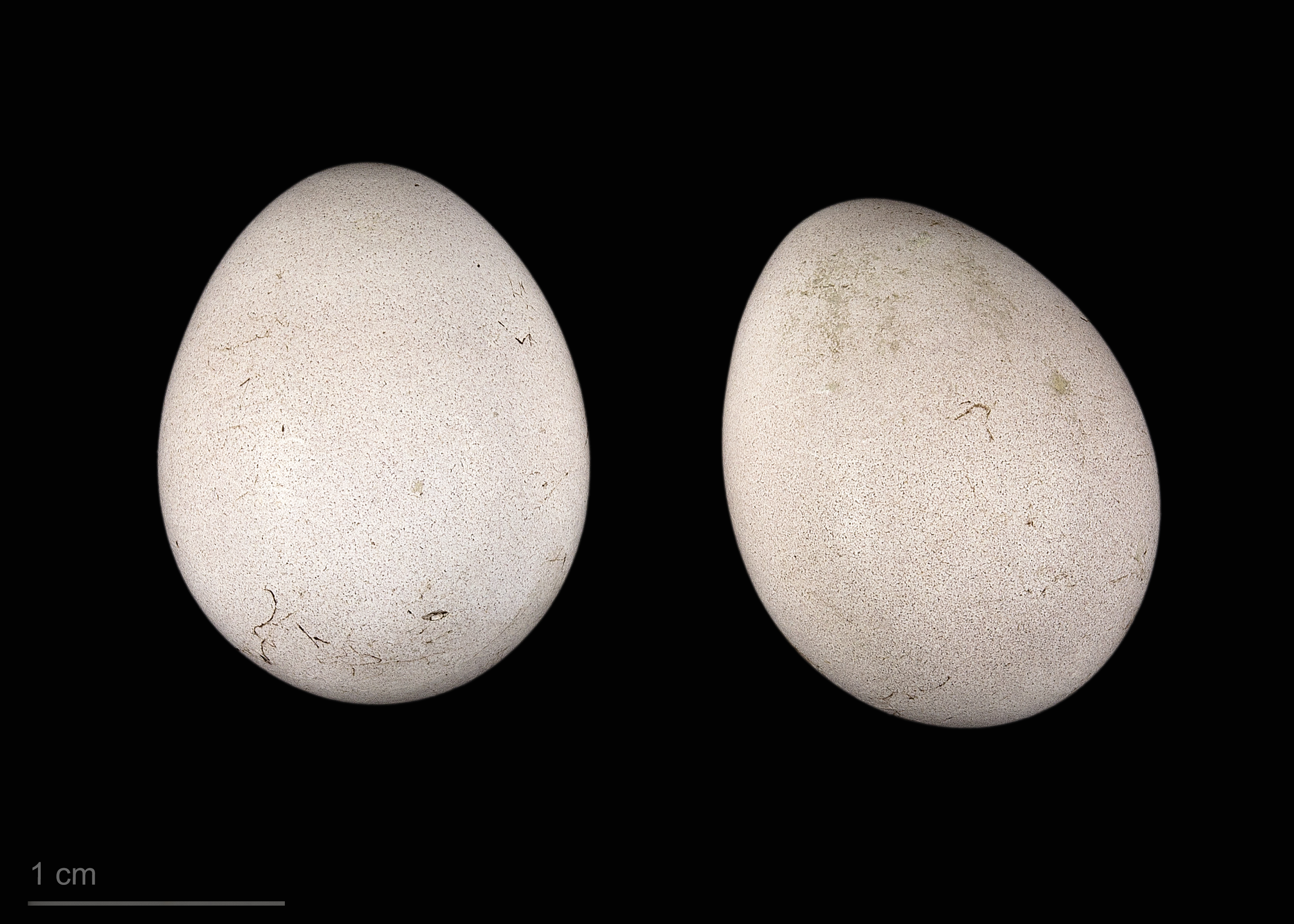
Oeufs de Arundinax aedon aedon - Muséum de Toulouse

La Rousserolle à gros bec (Arundinax aedon) est une espèce de passereau de la famille des Acrocephalidae.

## Description
Il mesure 16-17,5 cm. L'adulte a un dessous chamoisé et un dos marron. Il a un petit bec pointu. Mâles et femelles sont identiques, comme pour la plupart des rousserolles, mais les jeunes sont plus chamoisés dessous. Comme la plupart des rousserolles, c'est un insectivore, mais il peut consommer également de petites proies.
Il a un chant rapide, similaire à celui de la rousserolle verderolle.

## Répartition
C'est oiseau vit en Mongolie, en Manchourie et le sud de la Sibérie ; il hiverne en Asie du Sud-Est et l'est du sous-continent indien.

## Habitat
Ce passereau est un oiseau que l'on trouve dans des végétations denses et buissonnantes. Il pond 5 à 6 œufs dans un nid placé dans un petit arbre.

## Taxinomie
On le place parfois dans le genre monotypique Phragmaticola (ou Phragamaticola) et pendant longtemps dans le genre Acrocephalus, avant qu'on ne le place en 2009 dans le clade Iduna.

### Sous-espèces
Selon la classification de référence du Congrès ornithologique international (14.2, 2024) elle se répartit en deux sous-espèce :
- A. aedon aedon (Pallas) 1776 – sud de la Sibérie et ouest de la Mongolie : hiverne dans l'ouest de l'Indochine
- A. aedon rufescens (Stegmann) 1929 – est de la Sibérie et Mongolie ; hiverne notamment au Viêt Nam